# Aleš Berger
Aleš Berger, slovenski pisatelj, prevajalec ter literarni in gledališki kritik, * 18. september 1946, Ljubljana.

## Življenje
Aleš Berger je leta 1970 v Ljubljani na filozofski fakulteti diplomiral iz primerjalne književnosti in francoščine. Bil je novinar v kulturni redakciji ljubljanskega radia, od leta 1978 urednik za prevodno književnost pri založbi Mladinska knjiga. Kot literarni kritik spremlja sodobne tokove, predvsem avantgardno poezijo. Napisal je tudi vrsto gledaliških kritik.
Uveljavil se je kot prevajalec iz francoščine (mdr. Lautrémont, G. Apollinaire, S. Beckett, R. Char, R. Queneau, J. Prévert) in španščine (J. L. Borges), prevaja tudi gledališka dela, za vrsto prevodov je prispeval spremne študije. Že s prvo objavljeno knjigo prevodov Noč bliskov (iz nadrealističnih besedil, 1974, nova izdaja 2024) je napovedal, da bo resno zaznamoval slovenski literarni prostor. Kot literarni zgodovinar je obravnaval smeri dadaizma in nadrealizma.
Za svoje predvsem prevajalsko delo je prejel več nagrad:
- Sovretovo nagrado (1983),
- Nagrado Prešernovega sklada (1987) za prevod Maldororjevih spevov,
- Župančičevo nagrado (1993),
- Rožančevo nagrado za esej Krokiji in beležke (1998),
- Schwentnerjevo nagrado (2008)
- Prešernovo nagrado za življenjski opus (2017).
- Arsovo lastovko (2024, za kratko prozo Trije asi)

Aleš Berger že dolgo vrsto let zaseda odlično mesto v slovenski kulturi, ki ji je zavezan s svojo kreativno energijo, je zapisala komisija, ki podeljuje Schwentnerjeve nagrade za življenjsko delo na področju založništva, knjigotrštva in bralne kulture. V obrazložitvi nagrade pa so še zapisali: »Kot urednik pri založbi Mladinska knjiga je močno povzdignil in utrdil programski profil in ugled založbe na področju izvirnega in prevodnega leposlovja. Bil je urednik znamenite knjižne zbirke Kondor, ustanovil pa je tudi zbirko Klasiki Kondorja. Po triletni prekinitvi je obudil zbirko svetovne poezije Lirika.«
Leta 2013 je postal častni član Društva slovenskih književnih prevajalcev.
Po 40 letih je 2022 izstopil iz Društva slovenskih pisateljev zaradi nestrinjanja s postavitvijo kipa literatu Petru Božiču na vrtu DSP,  ker meni, da gre za politično zlorabo spomina nanj.

## Dela (avtorska)
- Noč bliskov, iz nadrealističnih besedil: LUIS ARAGONES, ANTONIN ARTAUD, ANDRE BRETON, RENE CHAR, ROBERT DESNOS, PAUL ELUARD, BENJAMIN PERET, PHILIPPE SOUPAULT /uredil, prevedel, spremna beseda/ (1974, ponatis 2024)
- Volja do pesmi, iz sodobne zavzete poezije /uredil in komentiral/, (1978)
- Dadaizem, Nadrealizem, študija za Literarni lekikon (1981)
- Gledališki besednjak, gledališka terminologija, (1981)
- Pesniški almanah mladih, sourednik, (1982)
- Srečko Kosovel (1982)
- Ogledi in pogledi, izbor gledališke kritike, (1984)
- Vitomil Zupan, zbornik, urednik, (1994)
- Krokiji in beležke (1998)
- Zagatne zgodbe, kratka proza, (2004)
- Zmenki, drama, (2006)
- Nono z Bleda (2010)
- Omara v kleti (spomini, 2011)
- Noji nad Triglavom (2011)
- Vnučki ropotuljčki (2012)
- Povzetki (2016)
- Arles, večkrat (2017)
- Vicmaher: opilki (2020)
- Breze: 40 poganjkov od marca do maja (2020)
- Navsezadnje: pesniški dnevnik junij 2021 - junij 2023 (2023)
- Trije asi (pripoved o noči pokra in treh kvartopircih, ki polagajo vse višje stave, 2024)